# 複対立遺伝子
複対立遺伝子（ふくたいりついでんし, 英: multiple allelomorphs）とは、3 種類以上の対立遺伝子により形質が決まる遺伝現象のこと。あるいはそのような遺伝子のこと。
1 つの遺伝子座につき、2 種類の対立遺伝子が存在する場合、メンデルの法則が典型的に当てはまる。通常はこれらの遺伝子間に優劣関係があり、その力関係において個体の形質が現れる。しかし、1 つの遺伝子座あたり 3 種類以上の対立遺伝子が存在することも珍しくはない。そのような、互いに対立する遺伝子が 3 つ以上ある場合を複対立遺伝子という。個々の個体に関しては、2n の核相を持つ生物であれば、個体の中に対立遺伝子は 2 つしか存在できないから、3 種類以上の対立遺伝子の中から選ばれた任意の 2 つの遺伝子の関係において個体の形質が決まる。

## 複対立遺伝子の例
- ABO 式血液型

顕性遺伝子 A と顕性遺伝子 B と潜性遺伝子 O の 3 種類の対立遺伝子の組み合わせで表現型（血液型）が決まる。各遺伝子の強さ（表現型への現れやすさ）は A = B > O である。つまり A と O、B と O だけの間ではメンデルの優性の法則が成り立つ。A と B の組み合わせではどちらでもない（あるいは両方をかねた）AB 型という血液型となるが、これは共顕性または不完全顕性とよばれる現象で、顕性の法則の例外である。厳密には血液型 A 型となる遺伝子の中にも様々なタイプの対立遺伝子が存在し、ABO 式血液型の対立遺伝子総数はかなりの数に上る。詳細は ABO 式血液型の項目を参照のこと。
各血液型の組み合わせは以下の通り。
A 型 : AA・AO
B 型 : BB・BO
O 型 : OO
AB 型 : AB